# Вовк Іван Михайлович
Іва́н Миха́йлович Во́вк — сержант 26-ї окремої артилерійської бригади Збройні сили України, учасник російсько-української війни.

## Життєпис
Загинув 8 січня 2015 р. під час обстрілу в районі смт Петрівка, Станично-Луганський район, Луганська область. Тоді ж загинув ще один військовик — Олег Яндюк.
Вдома лишилася дружина з двома усиновленими хлопчиками. Похований 12 січня 2015 року у селі Мала П'ятигірка.

## Нагороди та вшанування
- Указом Президента України № 311/2015 від 4 червня 2015 року, «за особисту мужність і високий професіоналізм, виявлені у захисті державного суверенітету та територіальної цілісності України, вірність військовій присязі», нагороджений орденом «За мужність» III ступеня (посмертно)[1].
- Вшановується в меморіальному комплексі «Зала пам'яті», в щоденному ранковому церемоніалі 8 січня[2][3].